# Майданец, Хелена

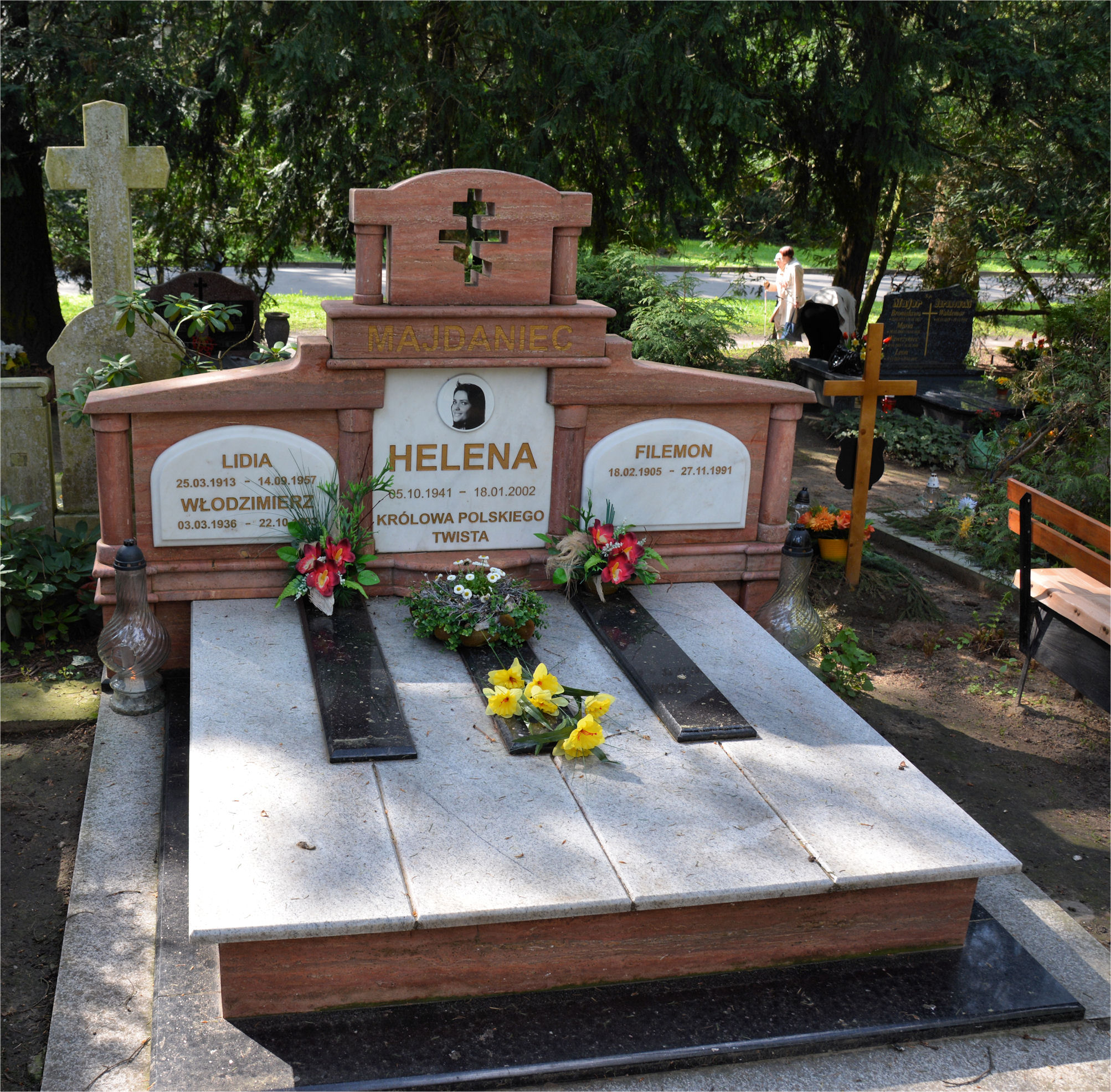
Место захоронения певицы

Хелена Майданец (пол. Helena Majdaniec; 5 октября 1941, Мыльск, Волынская область — 18 января 2002, Щецин) — польская певица, которую называют «королевой польского твиста».

## Биография
Хелена Майданец родилась на Волыни в селе Мыльск во время немецкой оккупации.
С 1946 года жила в Щецине. В 1960 году окончила среднюю и музыкальную школу в Щецине.
Она дебютировала в 1962 году в студенческом клубе «Пиноккио». В том же году Хелена выступила на музыкальном фестивале в Сопоте, а в 1963 году — на фестивале в Ополе. C 1963 года начала записывать пластинки. В 1960-х годах выступала во Франции, Венгрии, Швейцарии и Югославии. Исполняла песни:
- Rudy rydz
- Jutro będzie dobry dzień
- Czarny Alibaba
- Happy End
- Zakochani są wśród nas
- Wesoły twist
- Bilet w jedną stronę — «One Way Ticket»

Она сотрудничала с такими коллективами, как Radiowy Zespół M-2, Czerwono-Czarni, Niebiesko-Czarni, Ricercar 64, Studio Rytm. Также сотрудничала с Петром Фигелем и с Богуславом Климчуком.
Хелена Майданец снималась в польских и немецких фильмах режиссёров Януша Насфетера и Казимежа Куца.
В 1968 году она эмигрировала во Францию, где выступала под именем Элен Маданек (фр. Hélène Madanec). Жила в Париже, где регулярно пела в кабаре «Распутин» и «Шехеразада». Хелена Майданец работала на французском радио и телевидении. Она также выступала в Канаде, Кувейте и Марокко. В 1970 году она приняла участие в концерте «50 лет польской песни» в Польше и США.
16 января 2002 года Хелена Майданец приняла участие в телепередаче, где встретилась со своей давней подругой и коллегой Карин Станек. Через два дня она внезапно умерла в своём доме в Щецине. 24 января урну с прахом певицы положили в семейный склеп на Центральном кладбище Щецина.
Именем певицы назван Летний Амфитеатр в Щецине. 12 июля 2013 благодаря проекту «Необыкновенные жители Щецина и их дома» на стене дома певицы была открыта мемориальная доска в её честь.

## Дискография

### Альбомы
- 1970 — Helena Madanec 10", Philips N049, Francja

1. La gospoda 2’50
2. Sous l’oranger 2’58
3. Le bonheur est un jeu d’enfant 2’56
4. Essayez de comprende 2’14
5. L’ami, la route, le soleil 3’36
6. Le coeur en fete 2’36
7. Le coeur et moi 2’27
8. Dizzy 2’54

### Синглы
- 1964 — Helena Majdaniec 7", Polskie Nagrania Muza N-0338

1. Nie otworzę drzwi nikomu
2. Ho, ho, ho Honoratko
3. Piosenka o autostopie
4. On za mną lata

- 1970 — Helena Madanec, 7", Philips 6118007, Francja

1. La Gospoda
2. Le bonheur est un jeu d’enfant

- 1973 — Helena Majdanec, pocztówka, R-0141-II Ruch

1. Le coeur en fete
2. Le coeur et moi

### Сборники
- 2006 — Od piosenki do piosenki
- 2006 — Złote wspomnienia
- 2009 — Królowa twista
- 2015 — Piosenki francuskie